# Robert III. (Dreux)

Das Wappen Roberts III. bevor er die Grafenwürde erbte

Robert III., genannt Gasteblé (bedeutet so viel wie Weizendieb), (* 1185; † 3. März 1234 in Braine) war ein Graf von Dreux und Braine. Er war der älteste Sohn des Grafen Robert II. von Dreux und dessen zweiter Ehefrau Yolande von Coucy. Sein jüngerer Bruder war Peter Mauclerc, der 1213 Herzog der Bretagne wurde.
Der Chronist Guillaume le Breton berichtete in seiner La Philippide, dass Robert in seiner Jugend während einer Jagd ein Weizenfeld zerstört habe, was seinen eher ungewöhnlichen Beinamen erklärt.

## Leben
Robert wurde am 17. Mai 1209 zusammen mit dem Prinzen Ludwig (VIII.) in Compiègne von König Philipp II. von Frankreich zum Ritter geschlagen. Danach kämpfte er für den König gegen den Plantagenet Johann Ohneland und unterstützte seinen Bruder, Peter Mauclerc, 1213 bei der Machtübernahme in der Bretagne. Dabei geriet Robert bei der Verteidigung von Nantes in die Gefangenschaft Johann Ohnelands, die er in England verbrachte. Ein Jahr später wurde er im Tausch für den Earl of Salisbury freigelassen, der in der Schlacht bei Bouvines in französische Gefangenschaft geraten war.
1216 kehrte Robert wieder nach England zurück, dieses Mal im Gefolge des Prinzen Ludwig, der das Königreich erobern wollte. Das Unternehmen scheiterte allerdings 1217 mit einer Niederlage der Franzosen. 1218 starb Roberts Vater, worauf er dessen Erbe antreten konnte. 1226 begleitete er den nunmehrigen König Ludwig VIII. auf den Albigenserkreuzzug und nahm an der Belagerung von Avignon teil. Nach dem Tod des Königs stand Robert zunächst wie sein jüngerer Bruder gegen die Königinwitwe und Regentin Blanka von Kastilien, nachdem er aber einige Vergünstigungen von ihr erhielt, ging er schnell auf ihre Seite über. Im Kampf gegen die rebellierenden Barone baute Robert in Nesles-en-Tardenois (heute Seringes-et-Nesles/Aisne) eine mächtige Burg nach dem Vorbild der königlichen Burg Dourdan. Sie lag dabei einer Burg seines Bruders Peter in Fère-en-Tardenois gegenüber.
Nach seinem Tod 1234 wurde Robert in der Abtei Saint-Yved in Braine bestattet.
Robert war seit etwa 1210 mit Aénor de Saint-Valéry († 15. November 1250) verheiratet, die ihm die Herrschaften von Saint-Valery-sur-Somme, Ault und Gamaches in die Ehe brachte. Ihre Kinder waren:
- Yolande d'Ossone (* 1212; † 30. Oktober 1248), ⚭ 1229 mit Herzog Hugo IV. von Burgund
- Johann I. (* 1215; † 1248/49 in Nikosia während des sechsten Kreuzzuges), Graf von Dreux und Braine
- Robert I. (* 1217; † 1264), Vizegraf von Beu und Châteaudun, Nachkommen bis 1396
- Peter (* 1220; † 1250)